# Грізелідіс Реаль
Грізелідіс Реаль (фр. Grisélidis Réal, 11 серпня 1929, Лозанна — 31 травня 2005, Женева) — швейцарська письменниця, художниця, активістка та повія.

## Життєпис
Батьки були вчителями-літературознавцями, в дитинстві жила з батьками за кордоном. У 1939 році вступила на навчання у Школу декоративних мистецтв у Цюриху. Паралельно також навчалася гри на фортепіано. Після навчання одружилася й народила двох дітей, згодом розлучилася. У 1960 році переїхала до Мюнхена, де через фінансові проблеми була вимушена займатися проституцією, що згодом стало її основним доходом та темою її книжок.
У 1974 році вийшла її перша книжка «Чорний — це колір», яка описує події її життя на початку 1960-х. У той період також вона починає активно відстоювати права повій, виходячи на протести (1973), та співзасновуючи асоціацію на захист людей у проституції «Aspasie». Також у Женеві збирала колекцію матеріалів, які документують життя жінок у проституції.
У 1984 році вийшла її друга книга «Танцювальна карта куртизанки» (фр. Carnet de bal d'une courtisane), яка відкриває погляд у її щоденники, у яких вона описує взаємодію зі своїми покупцями. У 1992 році опублікувала колекцію листів до друга, журналіста і автора Жана-Люка Генніґа. Книга отримала назву фр. La Passe imaginaire.
Реаль померла у 2005 році від раку. Похована на Кладовищі королів у Женеві. На надгробку викарбувано: «Письменниця, художниця, повія», за її бажанням.